# Rifargia spontiva
Rifargia spontiva är en fjärilsart som beskrevs av Paul Dognin 1909. Rifargia spontiva ingår i släktet Rifargia och familjen tandspinnare. Inga underarter finns listade.